# Nhái cây Campo Grande
Nhái cây Campo Grande, tên khoa học Hypsiboas cymbalum, là một loài ếch thuộc họ Nhái bén. Đây là loài đặc hữu của Brasil. Chúng được đặt tên theo thành phố Campo Grande (Brasil).
Môi trường sống tự nhiên của chúng là rừng ẩm vùng đất thấp nhiệt đới hoặc cận nhiệt đới và sông ngòi. Chúng hiện đang bị đe dọa vì mất môi trường sống.